# Acatitán
Acatitán es una comunidad campesina ubicada en el noroeste del municipio de San Ignacio, en la parte sur del estado de Sinaloa, México. El poblado se asienta cerca de la margen izquierda del río Elota y al sur del vaso de la Presa del Salto. Ocupa un espacio de 4661.36 ha (hectáreas), donde habitan 140 personas. Su estatus es el de comisaría en la sindicatura de Ixpalino.
Su localización geográfica es 106°38′56″ de longitud oeste del meridiano de Greenwich y 23°05′15″ de latitud norte, a una altitud de 125 m s. n. m. (metros sobre el nivel del mar).

## Etimología
El término nahoa Acatitán está compuesto de actl, ‘caña’ o ‘carrizo’, la ligadura ti, y la preposición tan, con la significación de ‘lugar de carrizos’ o ‘cerca de carrizos’. Aunque en 1887 el Lic. Eustaquio Buelna —gobernador juarista— dudaba de la existencia de dichas plantas en este lugar, en las diligencias de medidas efectuadas en 1742 por Don Bartolomé Urbano de Llerena y Villaseñor, juez comisario agrimensor del Reino de Nueva Vizcaya, se le menciona como "El Rincón de los Carrizos".
Otra interpretación propuesta por Eustaquio Buelna es acalli ‘casa de agua’, en el sentido de ‘pozo’ o ‘noria’. Lo cual también debería considerase pues existe a un lado del centro poblado la parcela identificada como La Noria.

## Vía de acceso
Partiendo de la ciudad de Mazatlán hacia el norte por la carretera internacional, en el kilómetro 94 se toma el entronque hacia la derecha y a dos kilómetros se encuentra la villa de Elota; de ahí se sigue hacia el Noroeste por un camino de terraceria y después de recorrer 18 km, pasando por los ejidos "Gabriel Leyva" (La Ensenada) y "Paredón Colorado", se llega al poblado de Acatitán.
Colinda las comunidades de Zoquititan y Chirimole al noroeste y Norte, Con terrenos nacionales al norte, con la comunidad de Guayusa al Este, con la Comunidad de Cogota y el Paredón Colorado al Este y con la comunidad de Aguacaliente de los Yuriar al Sur.

## Historia
1630 - El misionero Diego de Cueto, fundador de la Misión Jesuita de San Ignacio, se encontró con el licenciado Francisco de la Orden de San Agustín, beneficiado de Cogota, mientras pasaba por la ermita de Cogota. El licenciado intentó persuadirlo de que abandonara el camino difícil, pesado e infructuoso que estaba tomando, para poder convertir a los esquivos indios Hinas.
1742 - Diligencia de medidas hechas por el Juez  Bartolomé Urbano de Llerena y Villaseñor, el cual tituló un sitio de ganado mayor y cuatro caballerías llamado Acatitán, el Rincón de los carrizos, con 3,467 hectáreas para los parcioneros Diego, Lorenzo y Luis Uribe además para Juan Joseph de Salas y Juan Regina.
1753 - La Misión Jesuita de San Ignacio de Piaxtla es abandonada.
1763 - Ante Don Lázaro Antonio Tirado, Justicia Mayor y Capitán de Guerra de Su Majestad de la jurisdicción del Real de Minas de San Joseph de Cópala de la Gobernación de Sinaloa, Nuevo Reino de la Andalucía (Actualmente Sonora), en San Francisco Javier de Cabazán compareció Juan Joseph de Salas del puesto de Acatitán. En nombre de sus herederos, vendió "para siempre jamas" su parte en las tierras de Acatitán a Francisco Javier de Vega, vecino del pueblo de San Ignacio de Piaxtla. Estas tierras lindan por el oriente con las tierras de Guayusa que pertenecen a los herederos de Salvador Indio del pueblo de San Agustín, por el sur con las tierras del Aguacaliente que pertenecen a Ignacio Chávez, por el poniente con las tierras de los herederos de Don Francisco Lizarraga (Cogota) y por el norte con las de Soquititán que pertenecen a los herederos de Francisco Martínez en la jurisdicción de Cosalá. Don Diego de Yribe, Lorenzo de Yribe y Luis de Yribe expresaron su consentimiento. La venta se realizó por la cantidad de cuarenta pesos y se cubrió con la entrega de siete bestias mulares, que incluía tres machitos de un año, dos de dos años, un macho y una mula de tres años.
1771 - Durante la titulación de las tierras de Aguacaliente por Salvador de Iribe en 1771, el Capitán de Guerra Don Juan Francisco de Elizalde, en calidad de Justicia Mayor, levantó un testimonio de un hombre mayor de 70 años. Este hombre afirmó que las tierras de Acatitán y Aguacaliente fueron pobladas desde el siglo pasado con ganado, casas, corrales y milpas por Diego de Salas e Isabel Martínez, quienes fueron los primeros pobladores de la zona. María Salas, nacida en Acatitán, descendía de ellos. Francisco de Iribe adquirió el derecho a estas tierras por su esposa, María de Salas, y sus hijos tramitaron la titulación. Diego lo hizo por Acatitán y Salvador por Aguacaliente, acompañados por Ignacio Chávez, quien compró su parte a otro de los parcioneros en 1751.
1777 - El historiador Francisco Altable elaboró un cuadro poblacional que incluía los pueblos indígenas de Ajoya, con 469 indios; San Juan, con 177; Santa Apolonia, con 90; y San Agustín, con 260 indios. Guaracha y La Mole aparecen como pueblos de mulatos, con 45 y 69 habitantes, respectivamente. También aparecen otras localidades, pero sin especificar si son indios, mulatos o españoles, como los ranchos de Palma, Acatitán y Aguacaliente, con un total de 59 "gentes de razón"; San Ignacio, con 331 habitantes; Colompo y los ranchos cercanos, con 107; las rancherías cercanas a Santa Apolonia, con 289; y Rancho el Coacoyole, con 64 "almas" en total.
1833 - Se decretó la creación de la Municipalidad de San Ignacio, declarándola Villa con 14 "celadurías", entre ellas Acatitán. Otras municipalidades en la región eran San Javier, Coyotitán, Guadalupe de los Reyes, Conitaca y Cosalá.
1889 - Se constituyó la Sociedad Civil de Poseedores de los Terrenos de Acatitán, encabezada por Doroteo Noriega como Presidente, Donaciano Noriega como Vicepresidente, Ignacio Sedano como Secretario y Catarino Sedano como Celador de Campo. También había otros pobladores con el apellido Noriega, varios con el apellido Vega y numerosos apellidos Yuriar.
1892 - En agosto, el juez de San Ignacio, Pablo Vidal, procedió a protocolizar el título antiguo de Acatitán, el cual data de 1744. Este documento consta de 16 fojas.
1946 - La Laguna de Santa Rosa se convierte en ejido Ensenada con Pablo Castro como presidente, Apolinar Carrasco como secretario y Juan Martínez como tesorero.
1979 - A finales de año se consigue la titulación y el reconocimiento de los bienes comunales por parte del Gobierno Federal. En Acatitán, hay una población de 223 habitantes y una extensión territorial de 5,742 hectáreas. El presidente es Gerardo Castro Noriega y el secretario es Ángel Martínez Zamora.

## Clima
El clima en Acatitán es tropical lluvioso, con una temporada de sequía marcada de octubre a junio, condición que le otorga el carácter de clima de sabana o llanura norteamericana. Se cuenta con la estación meteorológica número 10070 dentro del poblado, con datos de los años 1971 a 2000, arrojando para esos 30 años una temperatura media anual de 25,7 °C, una mínima de 5,9 °C y una máxima de 40,1 °C.

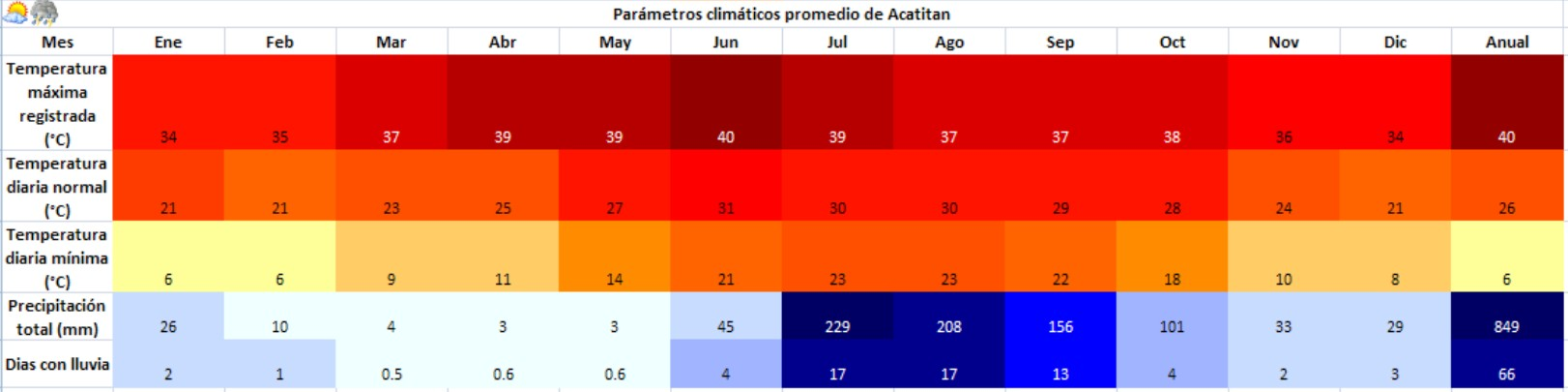

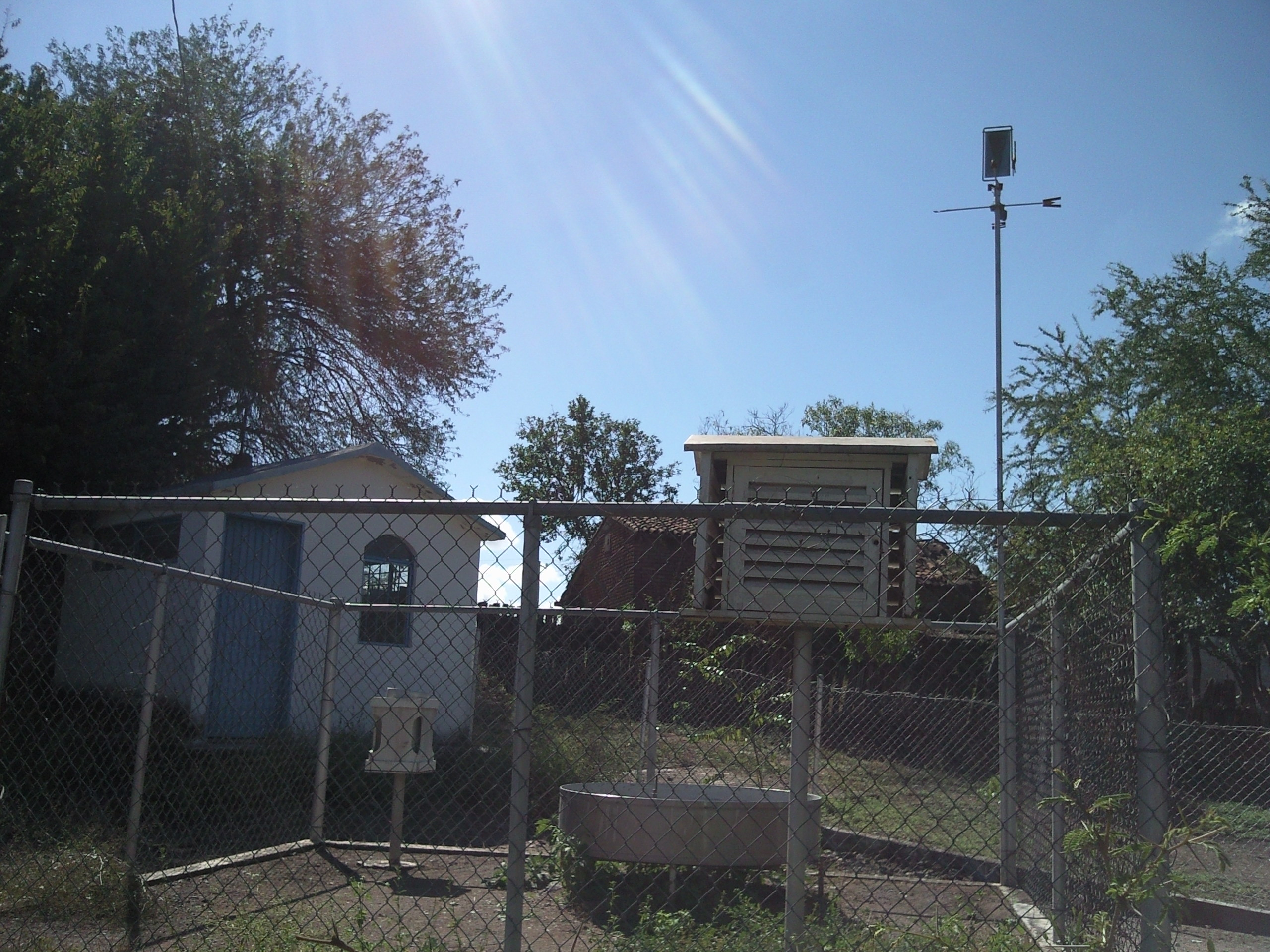
Estación Meteorológica.

Muestra 66 días de lluvia en el año, con una precipitación media anual de 849 mm.
El mes con mayor evaporación es mayo, con 246 mm, y, el de menor, diciembre, con 82 mm, para un total anual de 1793.5 mm. 
No se registraron días con granizo, y los días de niebla fueron 9 en todo el año principalmente de agosto a enero. 
Los vientos dominantes son de dirección sur, con velocidad de 2 m/s, y la humedad relativa y absoluta es de 50 %.

## Museo

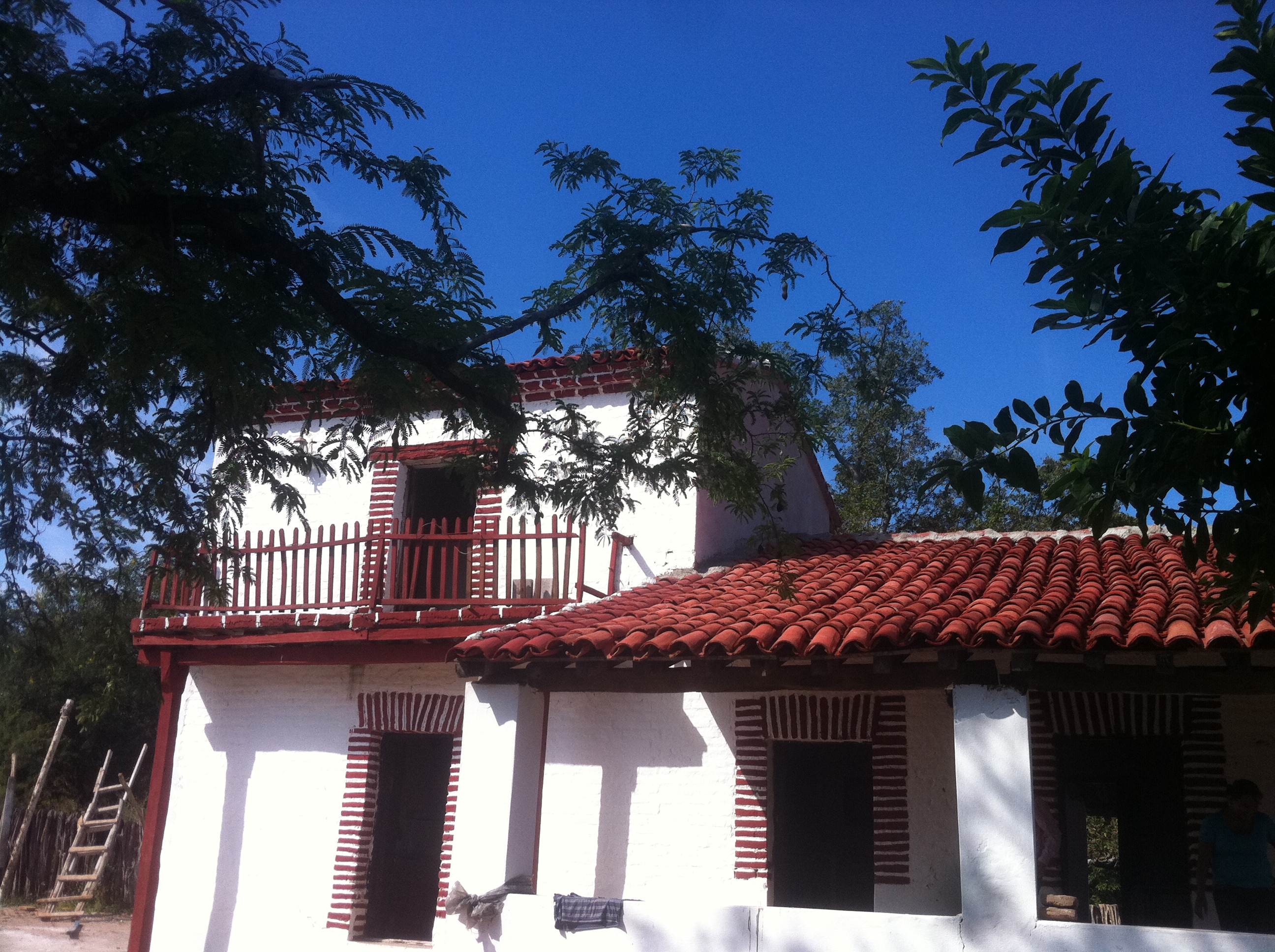
Museo Comunitario de Acatitán.

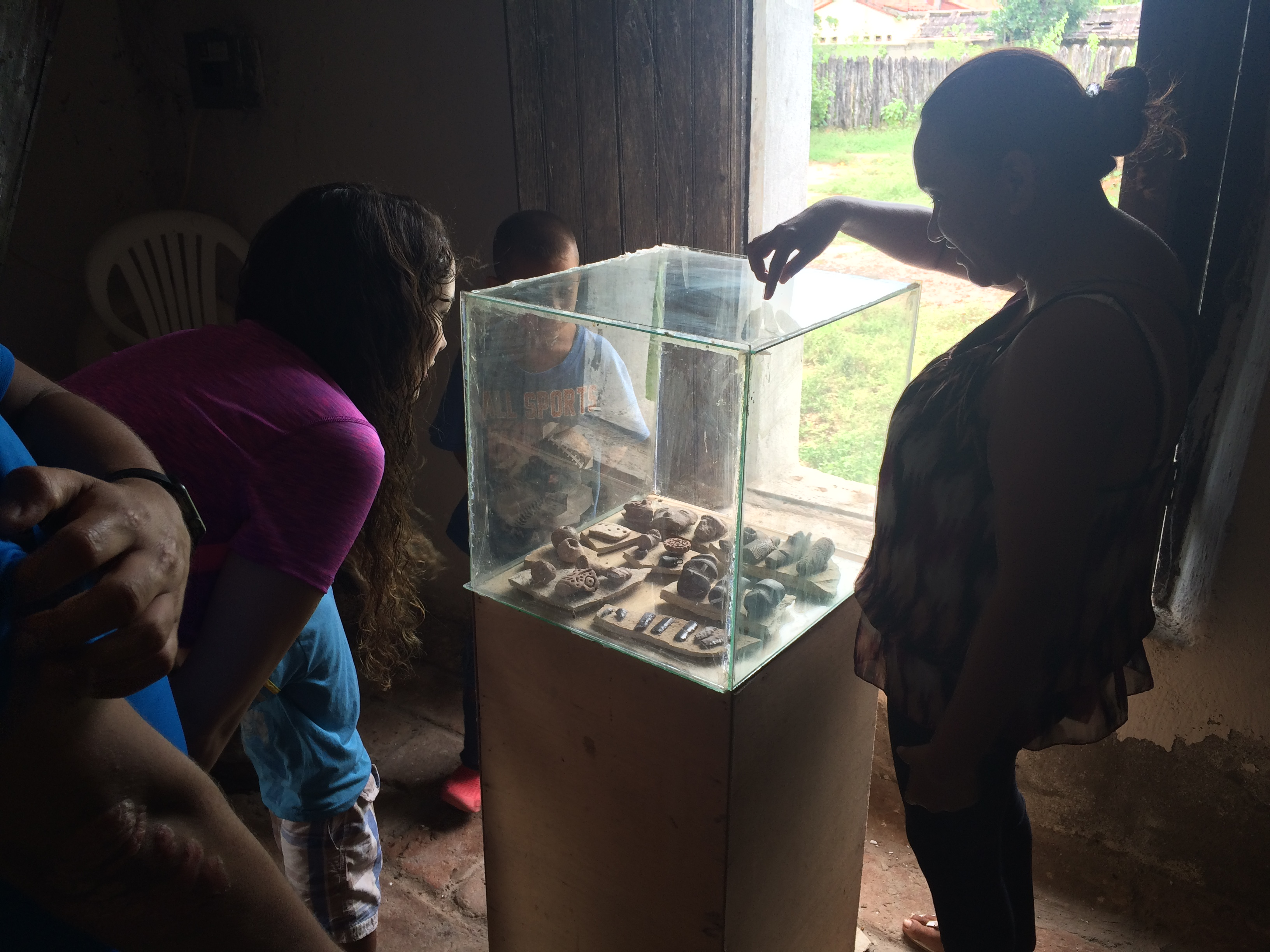
Sala arqueológica.

A finales del siglo XIX, el vaquero Rosendo Castro dejó la hacienda de sus patrones en Cogota para establecerse con su esposa Felicitas Aragón en una casa que compró en la comunidad de Acatitán. Los hacendados no aprobaron la relación de este hombre que habían traído del valle del Évora y la chica que llegó a trabajar desde el Rodeo Cósala.
Jesús Castro, su hijo, utilizaría partes de la Hacienda ya abandonada para construir la segunda planta a esta casa por lo que se le conoció como la Casa del Alto. A Don Jesús siendo Comisario de Acatitán le tocó la prosperidad de ser proveedores de ganado y grano para las minas establecidas en la Sierra del Tambor. Los descendientes de su matrimonio con Leonor Noriega, de una familia con larga tradición en esta región, que actualmente radican en Culiacán fueron quienes por medio de un contrato de comodato hicieron posible que la Casa del Alto sea la sede del Museo Comunitario de Acatitán.
En 2005 se formó el comité pro museo integrado por Miguelina Martínez, Maribel Noriega, Ana Noriega y Gerardo Castro. La reconstrucción de la Casa del Alto se llevó a cabo principalmente con recursos de los familiares y contó con un apoyo del Instituto Sinaloense de la Cultura. Fue muy importante la orientación de la artista Sandra Robles, de la Historiadora Rina Cuellar y de Rodolfo Anguiano, promotor en Sinaloa de la nueva corriente museográfica de Eco-Museo Comunitarios.
Abre sus puertas en el 2006 y relata como por 500 años una comunidad campesina mantiene su identidad al pie de la sierra de Sinaloa en la cuenca media de los ríos Elota y Piaxtla. Ofrece recorridos guiados por sus 3 salas: La de la cultura Pacaxe, la Sala comunitaria y la Sala de la Biodiversidad.
En el 2010 el comité se constituyó como Junta Vecinal siendo reconocida por el INAH como órgano auxiliar en la conservación del patrimonio y al enriquecimiento cultural de la comunidad. Su material arqueológico ha sido inventariado por las autoridades al igual que las piezas disecadas de animales para su custodia.

## Topografía
La cumbre más alta es la monjonera Loma Pelona, con 700 m s. n. m. (metros sobre el nivel del mar), y la parte más baja es la monjonera Los Chupaderos en el río Elota, a 100 m s. n. m. Otro cerros importantes son El Pulpito, a 400 m s. n. m., La Petaca, Cerro Blanco y Cerros Cortados, a 500 m s. n. m., y, por último, Cerro Prieto, Cerro Cojona y Cerro Colorado, a 300 m s. n. m.

## Propiedad social
En 1999, el gobierno federal titularía los bienes comunales a los habitantes de Acatitán, y eso gracias a las reformas neoliberales de 1992, distribuyéndose 5106 ha (hectáreas) en 1441 parceladas, 3612 en uso común, 12 en asentamiento humano y 50 en cuerpos de agua para el disfrute de únicamente 80 comuneros, lo que seguramente reprobarían los puros de la Reforma por ser una vuelta al estado anterior a la ley de 1856, cuando la Secretaría de Hacienda del gobierno de Benito Juárez decretó que, legalmente, los comuneros eran propietarios de nada, que sus montes y aguas disfrutadas de manera común eran tierras baldías. 